# 香港籃球聯賽
香港籃球聯賽（英文：Hong Kong Basketball League）是由香港籃球總會主辦，康樂及文化事務署協辦的一項香港篮球比赛，設有男子組及女子組賽事，男子組分為甲一組、甲二組及乙組三個級別，女子組則分為甲組及乙組兩個級別比賽。其比賽規則採用2012年國際籃球規則。

## 男子甲一組籃球聯賽
歷史
香港籃球聯賽於1954年，由香港籃球總會創立。
改制
香港籃球總會為了增加球賽的吸引力，於2005年開始，仿效NBA賽制，把聯賽分為常規賽及季後賽，並且於季中設立明星賽。
賽制
甲一組共有10隊球隊，初賽各支球隊會進行單循環共7場的比賽（常規賽）。當單循環完畢，便會進入決賽週（季·後賽）。初賽排名頭四位球隊，會爭奪冠、亞、季、殿軍。而排名五至十位的球隊，亦進行單循環賽事決定哪一隊需要在球季結束後降班。
降班
經過季後賽後，成績最差的一支球隊，下一屆將會降級至甲二組作賽。
- 籃總宣佈為讓更多年輕球員參與高水平賽事2019年度起男子甲一及甲二將取消降班，甲二和乙組冠軍隊伍將續可升班。因而2019年將有9支球隊角逐甲一，2021則有10隊甲二則維持八隊。

2015年度參賽球隊
永倫、南華、福建、飛鷹、安青、遊協、晉龍、南青
2016年度參賽球隊
永倫、東方、南華、福建、飛鷹、南青、遊協、晉龍
2017年度参賽球隊
永倫、東方、南華、福建、飛鷹、南青、遊協、旭暉
2018年度參賽球隊
永倫、東方、南華、福建、飛鷹、南青、遊協、滿貫
2019年度參賽球隊
永倫、東方、南華、福建、飛鷹、南青、遊協、滿貫、漢友
2021年度參賽球隊
永倫、東方、南華、福建、飛鷹、南青、遊協、滿貫、漢友、建龍飛馬
2O22年度參賽球隊
(因為新冠肺炎太嚴重，全季賽事取消)
2023年度參賽球隊
永倫、東方、南華、福建、飛鷹、南青、晉裕、滿貫、漢友、建龍飛馬
2024年度參賽球隊
永倫、東方、南華、福建、飛鷹、晉龍WTS、晉裕、滿貫、漢友、建龍飛馬
- 此季增添名為香港籃總盃的賽事邀請男子甲一及甲二共16支隊伍競逐。比賽先打單循環分組賽再戰淘汰賽。上季甲一前四名南華、永倫、東方龍獅和標準福建為種籽隊同組再有一隊甲一和兩隊甲二球隊。賽事於一月初開鑼1月28日踏入淘汰賽階段決賽和季軍戰採三場兩勝制

明星賽
香港籃球總會參照NBA明星賽，於2005年開始，曾經設立香港籃球明星賽，由球迷投票選出明星賽球員，分為香港金龍隊對九龍猛虎隊，並且設有入樽比賽及射三分球比賽。
| 年份   | 球隊一     | 比數    | 球隊二     |
| ------ | ---------- | ------- | ---------- |
| 2005年 | 香港金龍隊 | 125:120 | 九龍猛虎隊 |
| 2006年 | 香港金龍隊 | 110:98  | 九龍猛虎隊 |
| 2007年 | 香港金龍隊 | 90:84   | 九龍猛虎隊 |

歷屆冠軍
| - 1954/55 南華 - 1955/56 自力 - 1956/57 東方 - 1957/58 南華 - 1958/59 培爾 - 1959/60 南華 - 1977 均安 - 1978 警察 - 1979 警察 - 1980 均安 - 1981 均安 - 1982 均安 - 1983 思遠 - 1984 南華 - 1985 南華 - 1986 南華 - 1987 警察 | - 1988 福建 - 1989 思遠 - 1990 思遠 - 1991 福建 - 1992 海裕 - 1993 思遠 - 1994 威立 - 1995 永倫 - 1996 威立 - 1997 威立 - 1998 威立 - 1999 宏達 - 2000 永倫 - 2001 永倫 - 2002 永倫 - 2003 福建 - 2004 南華 | - 2005 (常規賽) 福建 (季後賽) 南華 - 2006 (常規賽) 永倫 (季後賽) 永倫 - 2007 (常規賽) 南華 (季後賽) 永倫 - 2008 (常規賽) 南華 (季後賽) 南華 - 2009 (常規賽) 永倫 (季後賽) 永倫 - 2010 (常規賽) 南華 (季後賽) 永倫 - 2011 (常規賽) 永倫 (季後賽) 永倫 - 2012 (常規賽) 永倫 (季後賽) 南華 - 2013 (常規賽) 飛鷹 (季後賽) 南華 - 2014 (常規賽) 南華 (季後賽) 永倫 - 2015 (常規賽) 南華 (季後賽) 永倫 - 2016 (常規賽) 永倫 (季後賽) 南華 - 2017（常規賽）南華 (季後賽) 南華 - 2018 (常規賽) 南華 (季後賽) 東方 - 2019年 (常規賽) 南華 (季後賽) - 2021年 (常規賽) 滿貫 (季後賽) 南華 |

## 男子甲二組籃球聯賽
升班
每一屆甲二組冠軍球隊，下一屆將可升班至甲一組作賽。
2022年升班隊伍：晉裕
2023年升班隊伍：晉龍WTS
降班
每一屆甲二組排名最低的球隊，下一屆將降落至乙組作賽
2022年降班隊伍：DOS
2023年降班隊伍：遊協
2024年度參賽球隊
南青（降班）、安青、嶺南、旭暉、荃灣、愉園、自力(升班)、日域

## 男子乙組籃球聯賽
升班
在決賽周積分最高的隊伍，下一季將升班至甲二組作賽
2022年升班隊伍：嶺南
2023年升班隊伍：自力
2024年度參賽球隊
DOS、友邦、億洋、友邦、僑聯、群青
晉星、青年、南華、歡騰、公民、培友
惠青、金牛、彗星、傑志、茂峰、警察
星島、幸運、少林、旺角、販青、悠悠
遊協(降班)、七喜、消防、捷群、均安、協力
藍鷹、飛鷹、黃大仙長風、建青、警青、太平洋
友聯、金源、藝成、新青聯、大同、華星

## 女子甲組籃球聯賽
女子甲組主要比賽場地
港島區
- 中西區石塘咀體育館

九龍區
- 深水埗區石硤尾體育館

新界區
- 荃灣區荃灣體育館

2020年度參賽球隊
2019年度參賽球隊
2018年度參賽球隊
2017年度參賽球隊
福建、南華、安邦、均安、
偉邦、安青、七喜、東方(升班)
2016年度參賽球隊
福建、南華、安邦、均安、偉邦、安青、七喜、公民

## 女子乙組籃球聯賽
女子乙組主要比賽場地
港島區
- 中西區上環體育館
- 中西區香港公園體育館
- 東區港島東體育館

九龍區
- 深水埗區保安道體育館

新界區
- 葵青區長發體育館
- 葵青區荔景體育館
- 葵青區林士德體育館
- 荃灣區蕙荃體育館

2020年度參賽球隊
2019年度参賽球隊
2018年度參賽球隊
- 初賽A组

2017年度參賽球隊
- 初賽A組公民、閩星、悠悠、協力、中健、中銀(香港）、荃灣、友邦

- 初賽B組警察、愉園、歡騰、青年、仁星、群青、墾丁、天天

2016年度參賽球隊
- 閩星、歡騰、墾丁、友邦、群青、東方、天天、中健

- 青年、中銀(香港)、愉園、協力、悠悠、警察、仁星、荃灣